# Данієл Думбревану
Данієл Думбревану (рум. Daniel Dumbrăvanu, нар. 22 липня 2001, Бєльці) — молдовський футболіст, захисник італійського клубу СПАЛ.
Виступав, зокрема, за клуби «Дженоа» та АПОЕЛ, а також національну збірну Молдови.

## Клубна кар'єра
Народився 22 липня 2001 року в місті Бєльці.
У дорослому футболі дебютував 2017 року виступами за команду «Зоря» (Бєльці), в якій провів один сезон, взявши участь у 2 матчах чемпіонату. 
Своєю грою за цю команду привернув увагу представників тренерського штабу клубу «Дженоа», до складу якого приєднався 2021 року.
Згодом з 2021 по 2022 рік грав у складі команд «Луккезе-Лібертас», «Сієна» та СПАЛ.
У 2022 році уклав контракт з клубом АПОЕЛ, у складі якого провів наступний рік своєї кар'єри гравця. 
До складу клубу СПАЛ приєднався 2023 року. 

## Виступи за збірні
У 2016 році дебютував у складі юнацької збірної Молдови (U-17), загалом на юнацькому рівні взяв участь у 9 іграх.
З 2021 року залучався до складу молодіжної збірної Молдови. На молодіжному рівні зіграв у 4 офіційних матчах.
У 2021 році дебютував в офіційних матчах у складі національної збірної Молдови.
| Дата       | Місто   | Господарі | Результат | Гості       | Турнір                               | Голи | Примітки |
| ---------- | ------- | --------- | --------- | ----------- | ------------------------------------ | ---- | -------- |
| 31-3-2021  | Кишинів | Молдова   | 1 – 4     | Ізраїль     | Відбір до ЧС 2022                    | -    | 80'      |
| 6-6-2021   | Кишинів | Молдова   | 1 – 0     | Азербайджан | товариський матч                     | -    | 90+1'    |
| 24-3-2022  | Кишинів | Молдова   | 1 – 2     | Казахстан   | Ліга націй УЄФА 2020-2021 - Play-out | -    |          |
| 16-11-2022 | Кишинів | Молдова   | 1 – 2     | Азербайджан | товариський матч                     | -    |          |
| 20-11-2022 | Кишинів | Молдова   | 0 – 5     | Румунія     | товариський матч                     | -    | 46'      |
| Усього     |         | Матчів    | 5         |             | Голів                                | 0    |          |